# Cofttek
Cofttek (сокращение от Cofttek Holding Limited) — китайский фармацевтический производитель, основан в 2008 году доктором Цзэном.
Cofttek внедрила массовое производство ПЭА и Альфа-ГПХ. И может предлагать индивидуальные услуги по синтезу и производству.
В то же время она учредила "Стипендию Cofttek" в Линфилдском университете и Колледже Нью-Джерси.